# Asclepias asperula
Asclepias asperula là một loài thực vật có hoa trong họ La bố ma. Loài này được (Decne.) Woodson mô tả khoa học đầu tiên năm 1954.

## Hình ảnh

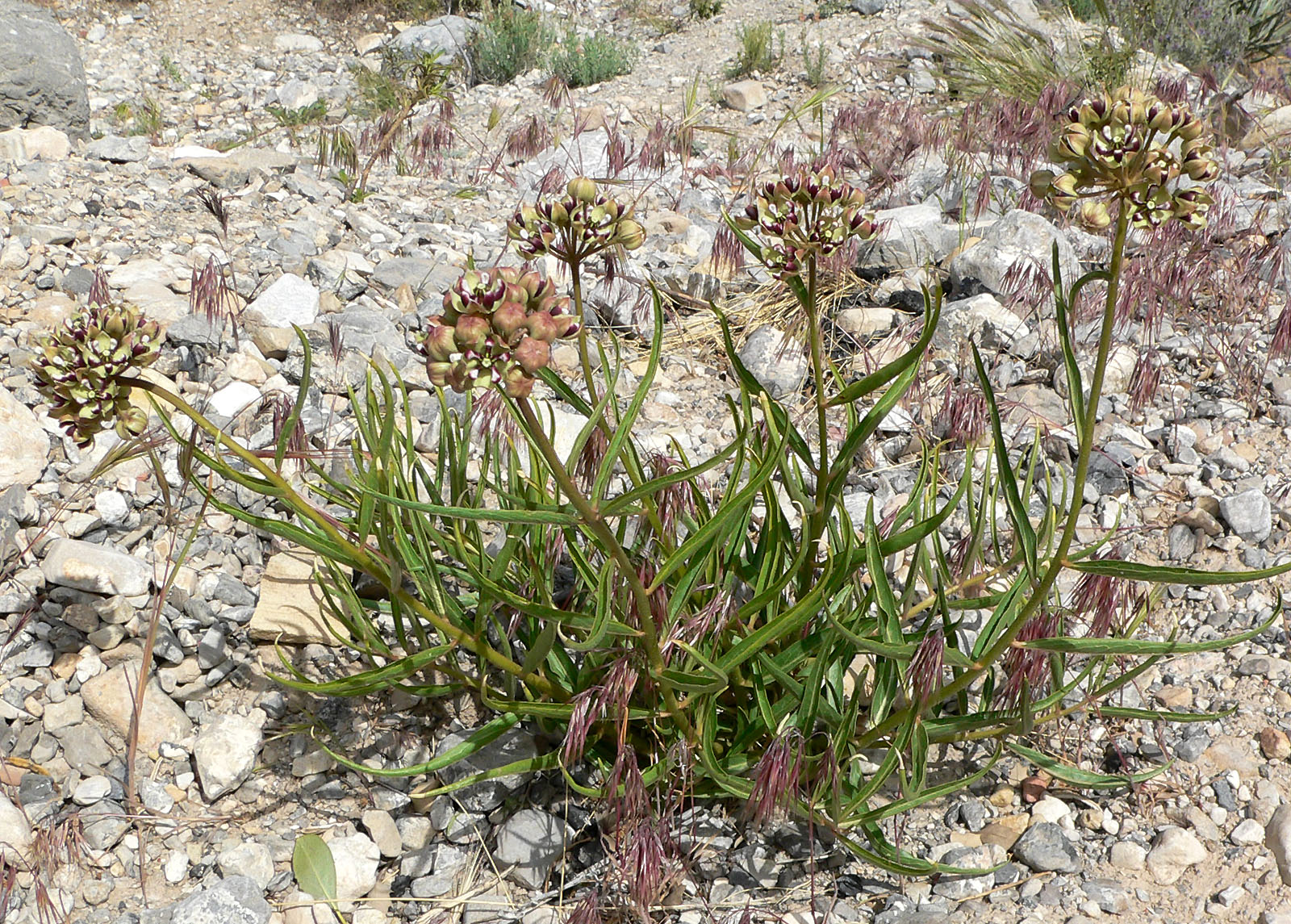
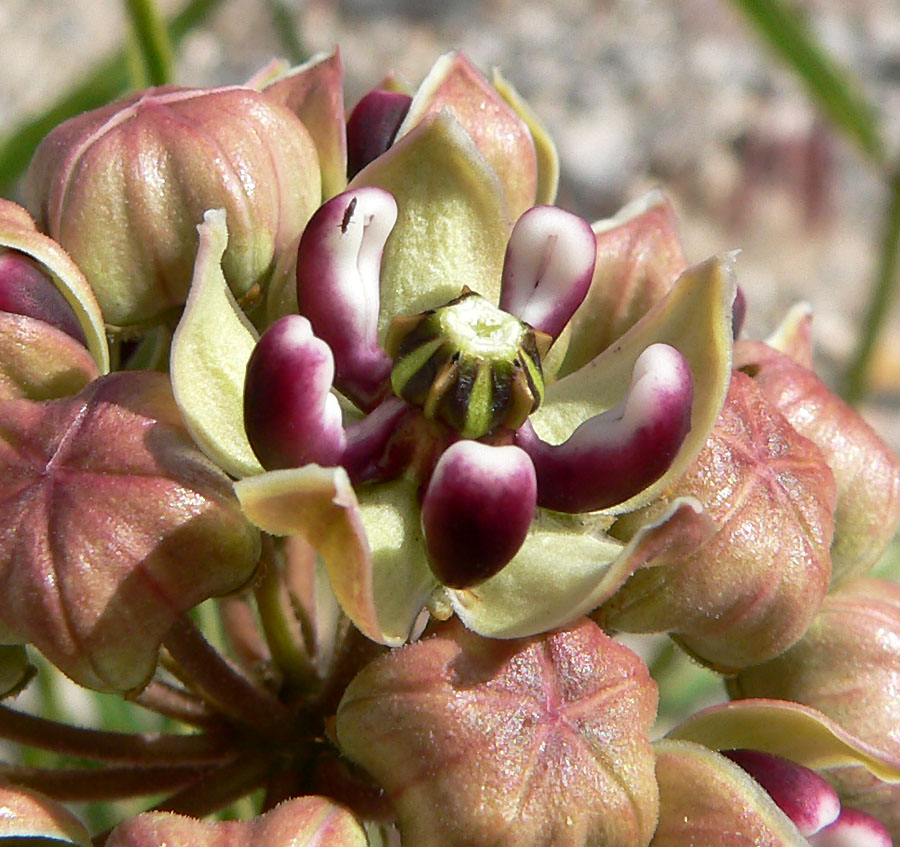
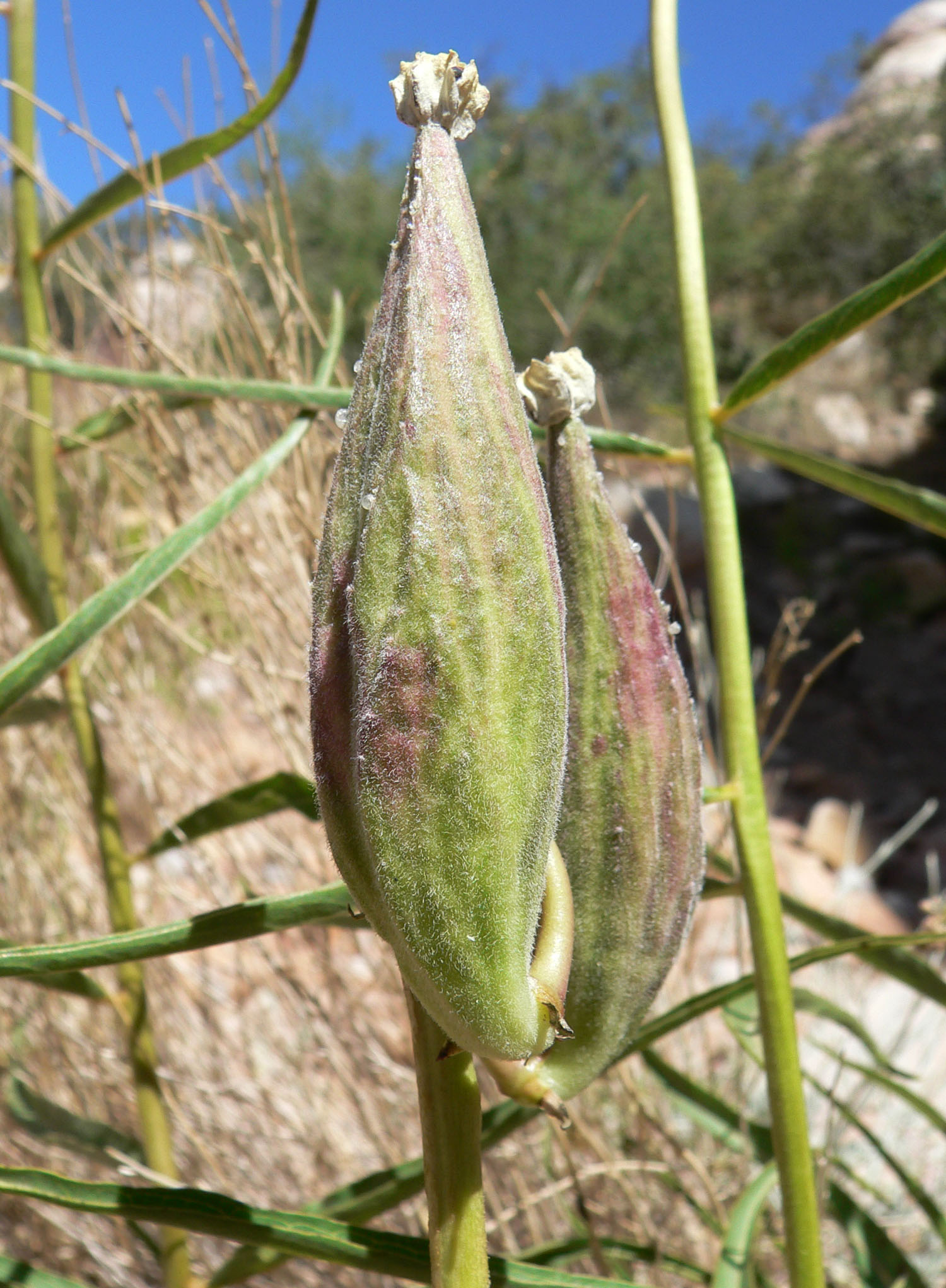
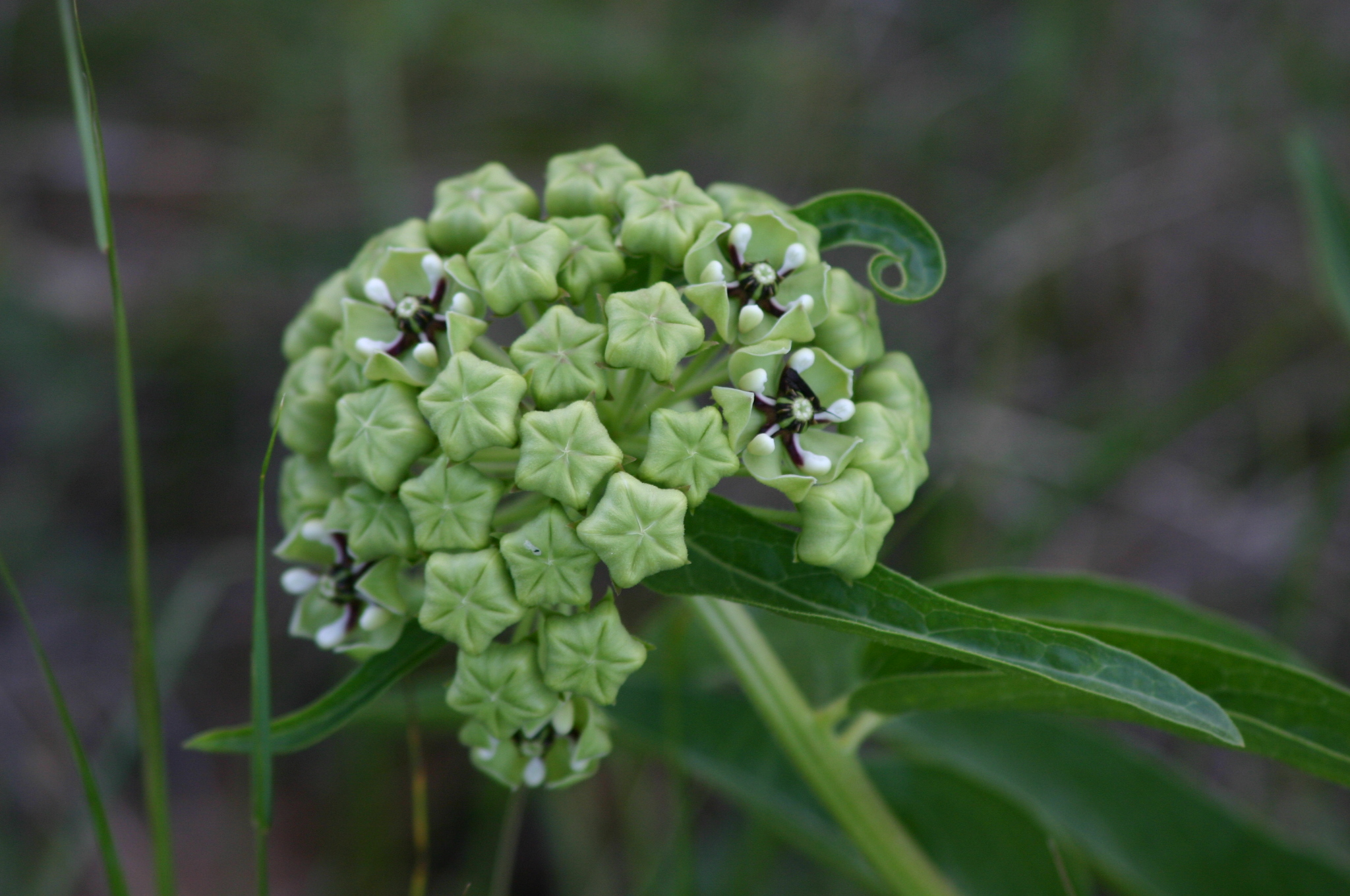